# Mojca Kumerdej

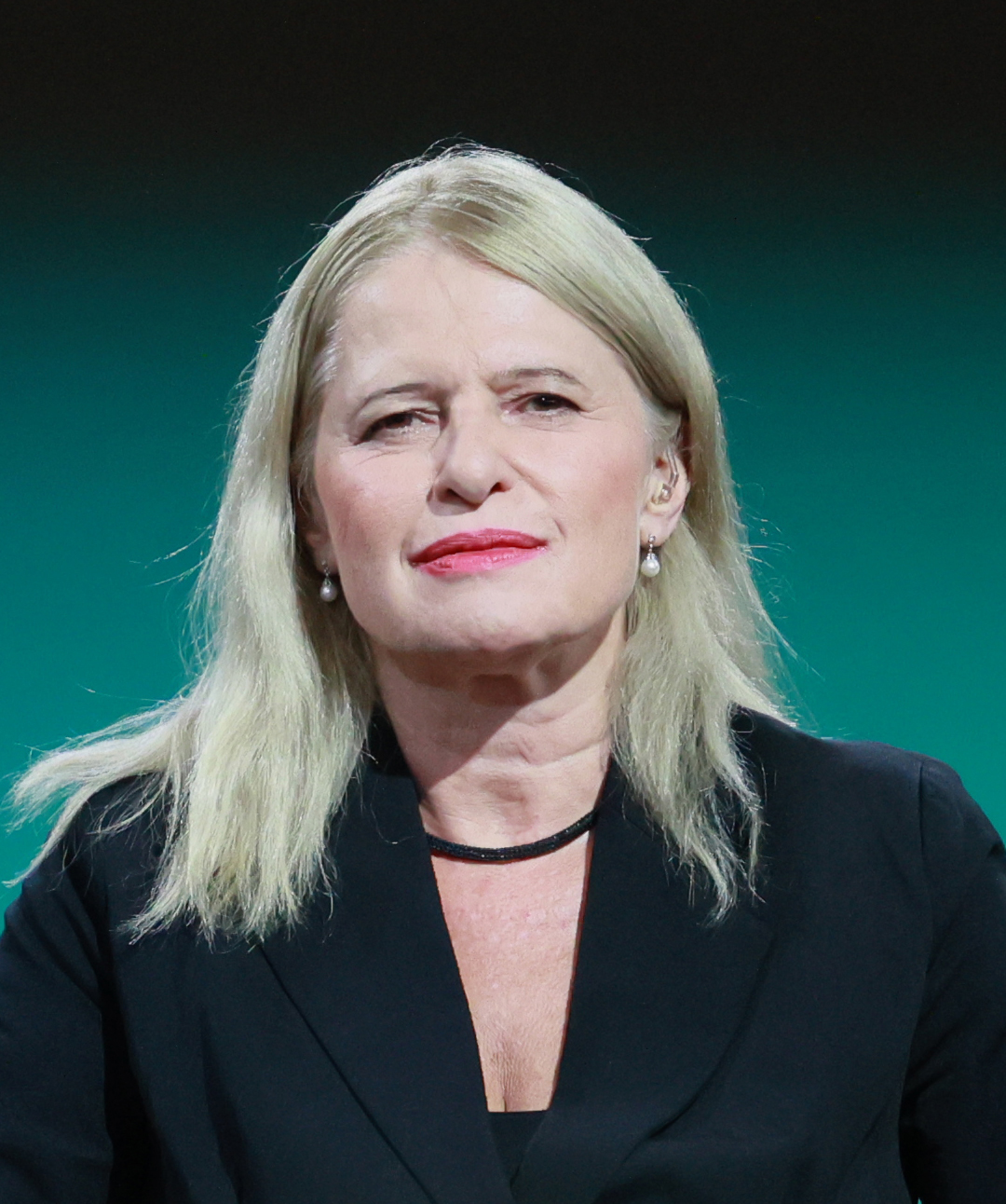
Mojca Kumerdej (2023)

Mojca Kumerdej (geb. 14. Dezember 1964 in Ljubljana, SFRJ) ist eine slowenische Schriftstellerin und Publizistin.

## Leben und Werk
Mojca Kumerdej studierte Philosophie und Kultursoziologie an der Philosophischen Fakultät der Universität Ljubljana, seit den späten 1980er veröffentlicht sie Kolumnen, Artikel, Interviews und Kritiken zu Fragen der Kunst, Literatur und Wissenschaft in Tageszeitungen wie in Fachzeitschriften, u. a. ist sie ständige Mitarbeiterin der Samstagsbeilage der größten slowenischen Tageszeitung Delo. Als Dramaturgin war sie an mehreren Theater- und Tanztheateraufführungen beteiligt.
2001 erschien im Verlag Študentska založba ihr Debütroman Krst nad Triglavom („Die Taufe am Fuß des Triglav“), in dem sie ironisch die slowenische Kultur- und Literaturtradition aufs Korn nimmt; schon der Titel, der sich konkret auf France Prešerens romantische epische Dichtung Krst pri Savici („Die Taufe an der Savica“) bezieht, richtet die Lesererwartung auf einen sakralisierten Text der slowenischen Literatur aus. Ebenfalls bei Študentska založba erschienen die Erzählbände Fragma (2003, „Phragma“) und Temna snov (2011, „Dunkle Materie“), in denen aus der Perspektive unterschiedlichster Protagonisten, jedoch mit Ironie und auch mit Humor, die existenziellen Ränder im Inneren des Einzelnen und in der Gesellschaft ausgeleuchtet werden. Die Handlung des 2016 im Verlag Beletrina erschienenen Romans Kronosova žetev (dt. Chronos erntet, 2019) spielt an der Wende vom 16. und 17. Jahrhundert und somit zur Zeit der in Innerösterreich einsetzenden Gegenreformation. Dieser vielschichtige Text, der die Perspektiven der politischen Macht, des „einfachen Volks“ und des Intellektuellen der damaligen Zeit vereint, erzählt von den einsetzenden Verfolgungen der Lutheraner im heutigen Slowenien und von den beginnenden Hexenprozessen, die vor allem ein Phänomen der Frühen Neuzeit darstellen; er zeigt die prekäre Situation, in die das unabhängige Denken in Zeiten des politischen Umbruchs gerät, lässt den Leser aber auch unmittelbar am politischen Diskurs teilhaben, der das Wirken totalitärer Machtausübung begründet. Mit analytischer Schärfe und Humor werden in diesem historisch fundierten Roman hochaktuelle, die heutige Zeit betreffende Themen verhandelt.
Mojca Kumerdej wurde in zahlreiche Sprachen übersetzt, u. a. ins Bulgarische, Deutsche, Englische, Kroatische, Mazedonische, Serbische, Spanische, Tschechische, Ungarische; als Erzählerin ist sie in slowenischen und internationalen Anthologien präsent. 2006 erhielt sie im Rahmen des Programms Literarisches Tandem von der Stiftung Brandenburger Tor ein zweimonatiges Stipendium mit Gastaufenthalt im LCB Berlin, 2008 war sie für ein Monat Residentin im Literaturhaus Krems, 2014 Residentin im Haus der AutorInnen Graz. An Preisen erhielt Kumerdej den Vilenica-Kristall (Kristal Vilenice) 2006, den Kočič-Preis (Kočičevo pero) für den 2015 in serbischer Übersetzung erschienenen Erzählband Temna snov, 2016 den Borštnik-Preis für die dramaturgische Bearbeitung der Textvorlage für das Stück Projektator, 2017 den Kritiško sito-Preis sowie (ebenfalls 2017) den Preis der Prešeren-Stiftung für den Roman Kronosova žetev. Mit dem Roman war sie 2017 auch für den Kresnik-Preis für den besten Roman des Jahres 2016 nominiert, 2019 mit The Harvest of Chronos auf der Longlist für den International Dublin Literary Award; 2020 erhielt der Übersetzer Erwin Köstler den Fabjan-Hafner-Preis für seine Übersetzung Chronos erntet. Für Gluha soba erhielt sie 2023 den Cankar-Preis.

## Publikationen (Auswahl)
- Krst nad Triglavom, Beletrina 2001.
- Fragma, Beletrina 2003; daraus in deutscher Übersetzung: Unter der Oberfläche; Die Föhre, aus dem Slowenischen von Peter Scherber, in: Šteger, Aleš u. a. (Hrsg.): Zu zweit nirgendwo. Neue Erzählungen aus Slowenien. Frankfurt a. M.: Suhrkamp 2006, 187–202.
- Temna snov, Beletrina 2011.
- Ženska z volkom, Aksioma 2016.
- Kronosova žetev, Beletrina 2016; in deutscher Übersetzung: Chronos erntet. Aus dem Slowenischen von Erwin Köstler. Göttingen: Wallstein Verlag 2019.
- Gluha soba, Goga 2022.
- Unter die Oberfläche, 2023. Göttingen: Wallstein Verlag. Aus dem Slowenischen von Erwin Köstler, Liza Linde, Karin Almasy und Fabjan Hafner.